# Dysmathia cindra
Espèce
Dysmathia cindra est un insecte lépidoptère appartenant à la famille  des Riodinidae et au genre Dysmathia.

## Dénomination
Dysmathia cindra a été décrit par Otto Staudinger en 1887.

### Sous-espèces
- Dysmathia cindra cindra
- Dysmathia cindra acuta Brévignon et Gallard, 1999; présent en Guyane.

## Écologie et distribution
Dysmathia costalis est présent en Guyane et au Brésil.

### Protection
Pas de statut de protection particulier.